# Hell Creek State Park

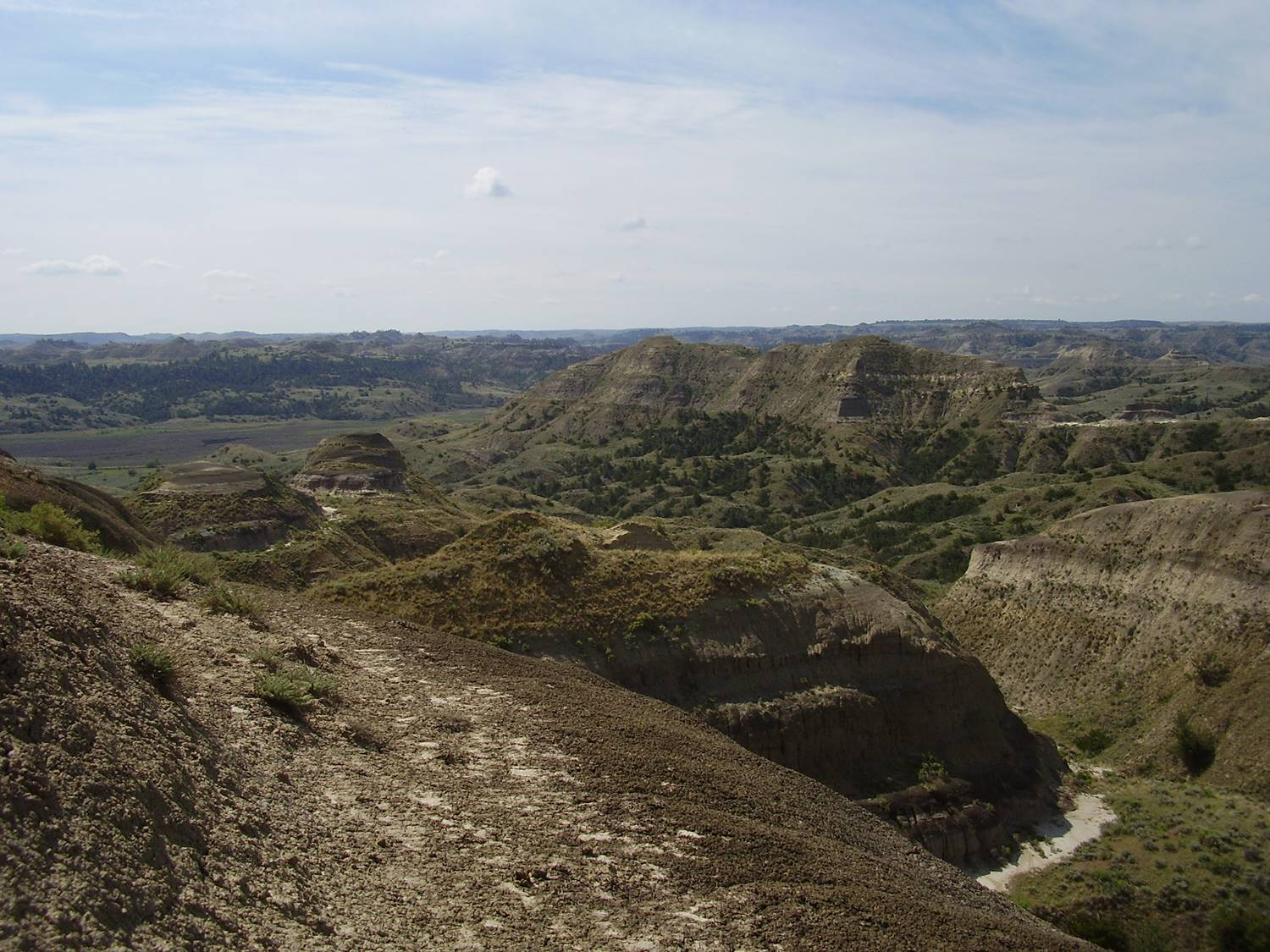
Hell Creek State Park v blízkosti vodní nádrže Fort Peck

Hell Creek State Park (státní park Hell Creek) je přírodní rezervace na východě Montany v USA. Má rozlohu 136 hektarů a nachází se v blízkosti vodní nádrže Fort Peck na řece Missouri. Svůj název odvozuje od významného geologického souvrství Hell Creek, které zahrnuje sedimenty z posledního přibližně milionu let existence druhohorních neptačích dinosaurů (před 67 až 66 mil. let). Jde tedy zároveň o území s významnými paleontologickými lokalitami. Na území tohoto parku byl roku 1902 objeven první vědecky rozeznaný exemplář druhu Tyrannosaurus rex.

## Využití
Park je možné navštívit celoročně. V současnosti slouží některá vymezená území parku zejména k rekreaci, kempingu, vodním sportům a rybaření. Pravidelně zde také probíhá paleontologický výzkum v podobě letních vykopávek (např. Museum of the Rockies v Bozemanu). Známá je zde například lokalita Hell Creek Marina. Zhruba 40 kilometrů severně se nachází městečko Jordan.